# Паматан
Паматан — назва невідкритого міста на острові Ломбок в Індонезії та столиці королівства Ломбок. Місто було зруйноване виверженням вулкана Самаласа 1257 року, і хоча королівська родина та король, як повідомляється, вижили, місто зникло;  якщо його знову знайшли, воно могло б стати «Східними Помпеями» і дати підказки про те, як суспільства реагують на вулканічні катастрофи. 

## зовнішні посилання
- Gottowik, Volker (1 січня 2016). 8 In Search of Holy Water: Hindu Pilgrimage to Gunung Rinjani on Lombok, Indonesia, as a Multi-religious Site. Religion, Place and Modernity (англ.): 205—243. doi:10.1163/9789004320239_009. ISBN 9789004320239.